# Vijay Shekhar Sharma
Vijay Shekhar Sharma (Aligarh, 8 de julho de 1978) é um empresário bilionário indiano. Em 2017, apareceu na lista de 100 pessoas mais influentes do ano pela Time.